# Chinato deidrogenasi (pirrolochinolina-chinone)
La chinato deidrogenasi (pirrolochinolina-chinone) è un enzima appartenente alla classe delle ossidoreduttasi, che catalizza la seguente reazione:
chinato + pirrolochinolina-chinone ⇄ 3-deidrochinato + pirrolochinolina-chinone ridotto